# 가미야마카와촌
가미야마카와촌(上山川村)은 이바라키현 유키군에 설치되었던 촌이다. 현재의 유키시 남동부에 해당한다.